# Parafia Matki Bożej Nieustającej Pomocy w Brzeźniku
Parafia Matki Bożej Nieustającej Pomocy w Brzeźniku – parafia rzymskokatolicka, znajdująca się w diecezji legnickiej, w dekanacie Nowogrodziec.

## Obszar parafii
Miejscowości należące do parafii: Brzeźnik, Mierzwin